# 中国国情研究会
中国国情研究会，是中华人民共和国一家已经被民政部注销的社团组织。中国国情研究会成立于1991年7月，在2001年至2003年间，先后卷入非法出版、利用评比和培训非法敛财、假记者诈骗和传销等负面事件，于2004年被主管部门国家统计局整顿清理，最终被民政部注销。

## 历史沿革
中国国情研究会创建于1991年7月，由国家统计局主管，是具有独立法人资格、在民政部注册的社会团体，法人代表为曾担任国家统计局局长的张塞。
2001年下半年，中国国情研究会违法设立“国情内参社”，出版征订发行《国内参考》《国际参考》和《国内参考特刊》等非法刊物。随即遭到国家新闻出版总署查处，与此同时，经济消息报社亦受到停刊整顿处理。
2002年3月，中国国情研究会卷入假记者诈骗事件。黑龙江省七台河市破获了一起假冒记者诈骗案，其中一名诈骗嫌疑人持有中国国情研究会颁发的聘书。
2003年3月，中国国情研究会下属的中国社会调查所通过进行毫无根据的“世界名牌”和“中国名牌”乱评比进行敛财遭到曝光和调查，中国国情研究会及主管机关国家统计局形象受损。同年7月14日，《北京日报》曝光中国国情研究会教育培训中心的培训项目涉嫌非法敛财。同年，中国国情研究会卷入传销事件。山东省淄博市取缔一自称取得“执照”的传销团伙，执法人员发现所谓的传销“执照”由中国国情研究会颁发。
2004年3月，国家统计局宣布，暂停其主管的中国国情研究会及下属机构的各项活动，并成立“国家统计局清理工作小组”对其进行全面清理工作。4月，国家统计局清理工作小组办公室表示，中国国情研究会的有关人员涉嫌诈骗，同时该研究会已卷入多起诈骗案件。
2010年12月，中国国情研究会因拒不接受监督检查，连续三年未参加社会团体年度检查，遭到民政部注销。
然而，在该研究会被注销后，仍有人以中国国情研究会的名义进行活动。